# Pozzi Escot (compositora)
Olga Pozzi Escot (Lima, 1 de octubre de 1933) es una compositora y teórica musical estadounidense de origen peruano.
Es profesora en el Conservatorio de Nueva Inglaterra, en Boston (Massachusetts).

## Biografía
Pozzi Escot nació en Lima (República del Perú), hija de un diplomático francés.
Vivió en el Perú durante cinco años, y luego se mudó con su familia a Francia.
De vuelta en el Perú, entre 1949 y 1953 fue alumna de la Academia de Música Sas-Rosay (Lima).
donde estudió armonía y composición con el violinista y compositor franco-belga Andrés Sas (1900-1967).

A fines de 1953, a la edad de 20 años emigró a los Estados Unidos para estudiar música en la universidad Reed College, en la ciudad de Portland (estado de Oregón).
Tres años más tarde se convirtió en ciudadana estadounidense.
Entre 1954 y 1957 estudió en la Juilliard School (en Nueva York), donde se graduó como licenciada en composición (1956) y Bachelor in Arts (1957).
En 1960 se mudó a la ciudad de Hamburgo (Alemania), donde estudió en la Hochschule für Musik und Theater (Academia de Música y Teatro), con
el compositor francés de origen español Philipp Jarnach (1892-1982) y
el compositor californiano William Bergsma (1921-1994).
Ha recibido varios premios internacionales, membresías en asociaciones musicales y honores.
Entre 1964 y 1972 dio clases de teoría y composición en el New England Conservatory.
Desde 1972 fue profesor asistente en la universidad Wheaton College.
Escot es miembro de Woodrow Wilson Visiting Fellow, y
presidente de la International Society of Hildegard von Bingen Studies (Sociedad Internacional de Estudios Hildegard von Bingen,
Escot ha presentado sus obras en
el Carnegie Hall,
Cubo Ensemble en Chicago,
Rome Oktoechoes Ensemble,
Paris-Ensemble Intercontemporain,
Russia St. Petersburg Chamber Players,
Catedral de Colonia (Alemania),
Corcoran Gallery (en Washington D. C.).

## Vida privada
Reside en la ciudad de Cambridge (estado de Massachusetts) con su esposo, el compositor y teórico musical estadounidense Robert Cogan (n. 1930).

## Obras
Ha grabado sus obras en las discográficas Delos, Neuma, Espectro, Leo, Music & Arts y Centaur y las ha publicado a través de Publication Contact International.
Obras: vocales, de cámara, orquestal, electrónica, ballet, multimedia.
- 1959: Three Poems of Rilke para cuarteto de cuerda y narrador.[6]

- Lamentus (Trilogy n. 1, for the 6 million, obviously the Jewish Nazi victims) [Lamento (trilogía n.º 1 para los seis millones, obviamente, las víctimas judías de los nazis’] para soprano, dos violines, dos violonchelos, piano y tres tambores.

- Christos (Trilogy n. 2) para flauta alto, contrafagot, tambores y tres violines.[7]

- Visione [‘visión’] para contrabajo, flauta, saxofón alto, soprano, percusión y narrador.

- Three Movements (‘tres movimientos’) para piano y violín.

- Sands (Symphony n. 5) [‘arenas (Sinfonía n.º 5].

- Fergus Are para órgano

- Missa Triste para coro femenino y tres instrumentos

En 1975 ―cuando la Filarmónica de Nueva York estrenó su Quinta sinfonía― Pozzi Escot fue elegida una de las cinco compositoras estadounidenses más importantes del siglo XX.

### Libros
Es autora de The Poetics of Simple Mathematics in Music  (‘la poética de la matemática simple en la música’), y
coautora de Sonic Design: The Nature of Sound and Music [‘diseño sónico: la naturaleza del sonido y la música’].
Desde 1980 es redactora jefe de la revista de música que ella misma edita: Sonus.
Ha publicado más de treinta artículos (sobre todo en su propia revista) analizando la relación entre la música y la matemática.

### Críticas
Algunas opiniones de críticos musicales:

La Quinta sinfonía de Escot es una construcción matemática formidable donde los sonidos resultantes expresan una poderosa emoción.
Escot's Fifth Symphony is a formidable mathematical construction where the resulting sounds expresses powerful excitement.
Andrew Porter, The New Yorker

Los Tres poemas de Rilke, de Escot, crearon una emoción inmensa.
Immense excitement was created with Escot's Three Poems of Rilke.
Theodore Strongin, The New York Times

El Concierto para piano de la compositora estadounidense Escot encaja perfectamente con la visión de otro gran estadounidense, Charles Ives, el descubridor.
American composer Escot's Piano Concerto perfectly fits in the vision of another great American, Charles Ives, the discoverer.
Jean-Etienne Marie, Musique Actuelle (Niza).

En el contraste entre las disonancias estridentes y las melodiosas armonías, Visión 97 habla en el lenguaje musical más moderno acerca de la belleza de la creación de Dios.
In the contrast between shrill dissonances and melodious harmonies, Visione 97 speaks in the most modern musical language of the beauty of God's creation.
Mainer Bistumsnachrichten

El Aria II es una epopeya.
Aria II is an epic.
Richard Dyer, The Boston Globe